# Trường cao đẳng nữ sinh Kansai
Trường cao đẳng nữ sinh Kansai (関西女子短期大学 Kansai Joshi Tanki Daigaku) là một trường cao đẳng tư dành cho nữ ở  Kashiwara, Osaka, Nhật Bản. Trường được thành lập năm 1965 dưới tên Tamateyama Women's College (玉手山女子短期大学)